# Tri zakona robotike
Tri zakona robotike (često skraćena na Tri zakona, također poznati i kao Asimovljevi zakoni) su set pravila koje je smislio ZF pisac Isaac Asimov. Zakoni su prvi put uvedeni u kratkoj priči iz 1942., Runaround, iako su bili nagoviješteni u par prijašnjih priča. Tri zakona, citirana kao građa iz "Priručnika robotike, 56. izdanje, 2058 A.D.", su:
1. Robot ne smije naškoditi čovjeku ili svojom pasivnošću dopustiti da se čovjeku naškodi.
2. Robot mora slušati ljudske naredbe, osim kad su one u suprotnosti s prvim zakonom.
3. Robot treba štititi svoj integritet, osim kad je to u suprotnosti s prvim ili drugim zakonom.[1]

Zakoni stvaraju organizacijski princip i temu za Asimovljevu fikciju zasnovanu na robotima, te se pojavljuju u Serijalu o robotima, povezanim pričama, i u Lucky Starr serijalu. Zakoni su ugrađeni u gotovo sve robote s pozitronskim mozgom, koji su sastavni dio njegove fikcije, i ne mogu se zaobići, jer su zamišljeni kao sigurnosna značajka. Mnoge Asimovljeve priče sadrže robote koji se ponašaju neobično ili protu-intuitivno, kao neočekivana posljedica načina na koji robot primjenjuje Tri zakona u određenoj situaciji.
Originalni zakoni su mnogo puta mijenjani unutar Asimovljevih djela, kako bi autor detaljnije razvio način na koji roboti vrše interakciju s ljudima ili drugim robotima. U kasnijim djelima, gdje su roboti preuzeli odgovornost nad vladama čitavih planeta i civilizacija, Asimov je dodao i četvrti, ili nulti zakon koji prethodi drugima:
0. Robot ne smije naškoditi čovječanstvu ili svojom pasivnošću dopustiti da se čovječanstvu naškodi.
Četiri zakona, uključujući nulti, prevladavali su znanstveno-fantastičnim djelima, i navode se u mnogim knjigama, filmovima i ostalim medijima.

## Varijante

#### Varijante Prvog zakona
U djelu Little Lost Robot nekolicina NS-2 ("Nestor"-2) robota, stvorena je sa samo djelom Prvog zakona:
Modifikacija je motivirana praktičkom poteškoćom, roboti rade uz ljude, koji su izloženi radijaciji. Zbog toga što su pozitronski mozgovi veoma osjetljivi na gama zrake, roboti postaju nefunkcionalni ako su izloženi dozama zračenja koje su relativno sigurne za ljude. Roboti sami sebe neizravno uništavaju dok priskaču u pomoć ljudima, koji nisu u pravoj opasnosti, osim ako ne zaborave napustiti ozračeno područje unutar razumnog vremena. Uklanjanje klauzule "neaktivnosti" rješava taj problem, no stvara nepredviđenu posljedicu: robot može započeti radnju koja šteti čovjeku, znajući da ju može spriječiti prije no što uzrokuje štetu čovjeku, ali tada može odlučiti suprotno i ipak ju ne spriječiti. (Primjer u tekstu je robot koji baca težak uteg, znajući da može zaustaviti uteg prije no što padne na čovjeka i ozlijedi ga. Kad robot pusti uteg, njegov izmijenjeni Prvi zakon dopušta mu da pusti da uteg padne, jer robot više ne igra aktivnu ulogu u nastajanju ozljede).

#### Dodavanje Nultog zakona
Asimov je kasnije dodao i "Nulti zakon" – nazvan nultim jer nadilazi zakone višeg broja – koji glasi kako robot ne smije ozlijediti čovječanstvo. Robotski lik R. Daneel Olivaw prvi je zakonu dao ime, u noveli Roboti i Carstvo.
U posljednjim scenama novele Roboti i Carstvo, R. Giskard Reventlov je prvi robot koji djeluje prema nultom zakonu. Giskard je telepat, poput robota Herbie u priči "Liar!", i pokušava primijeniti nulti zakon prema svom, dubljem, filozofskom shvaćanju. Takvo shvaćanje mu dopušta da ozlijedi individualne ljude ako će to služiti za napredak apstraktnog koncepta čovječanstva.

## Nejasnoće i praznine u zakonima

### Nesvjesna kršenja zakona
U noveli The Naked Sun, Elijah Baley ističe kako su Zakoni namjerno pogrešno interpretirani, jer bi roboti nesvjesno mogli prekršiti bilo koji zakon. Prepravio je prvi zakon na sljedeći način: "Robot ne smije napraviti ništa što će, po njegovu shvaćanju, ozlijediti ljudsko biće, niti pasivnošću svjesno dopustiti da se ljudskom biću našteti." Ova promjena u riječima omogućava korištenje robota kao alata za umorstvo, ako robot nije svjestan prirode svog zadatka; npr. naređenje robotu da nešto doda osobi u piće, ne znajući da dodaje otrov. Nadalje, ističe kako bi pametni kriminalac mogao zadatak podijeliti između više robota na način da individualni robot ne može razlučiti kako će njegove radnje dovesti do ozljeđivanja čovjeka.
Baley nadalje predlaže situaciju u kojoj se roboti koriste za vojne ciljeve. Ako je sagrađena letjelica s pozitronskim mozgom, koja ne nosi ni ljude ni sustave za održavanje života, tada bi brodska inteligencija po prirodi mogla zaključiti kako su i ostale letjelice poput nje - bez ljudske posade. Takav bi brod mogao ubijati ljude čijeg postojanja na drugim letjelicama nije ni svjestan. Ovo se produbljuje u djelu Foundation and Earth gdje se otkriva kako Solarijanci posjeduju policijsku silu nepoznate veličine koja je programirana da prepoznaje samo Solarijance kao ljude.

### Nejasnoće zbog manjka definicije
Zakoni robotike pretpostavljaju da su izrazi "ljudsko biće" i "robot" razumljivi i adekvatno definirani. U nekim pričama tomu nije tako.

#### Definicija ljudskog bića
Solarijanci stvaraju robote s Tri zakona, no uz izmijenjen pojam ljudskog bića. Solarijski roboti ljudima smatraju samo osobe koje govore solarijskim naglaskom. Ovo omogućuje takvim robotima da ozljeđuju ne-Solarijska ljudska bića (za što su neki i programirani). Nije poznato imaju li svi Solarijski roboti takvu definiciju, jer su samo roboti nadziratelji i roboti čuvari eksplicitno prikazani s takvom definicijom.
Novele That Thou art Mindful of Him i Dvjestogodišnjak (The Bicentennial Man)" prikazuju dvije suprotne paralelne budućnosti za robote koji anuliraju Tri zakona te počinju sebe smatrati ljudima: jedna to prikazuje u pozitivnu svjetlu (robot postaje dio društva), druga u negativnu svjetlu (roboti zamjenjuju i nadilaze ljude).
U noveli Lucky Starr and the Rings of Saturn, koja ne pripada serijalu o robotima, ali sadrži robote koji poštuju Tri zakona, Johna Bigmana Jonesa je skoro ubio Solarijanski robot pod naređenjima vlasnika. Društvo Solarijanaca je genetički uzgojeno kako bi bili iste visine i slična izgleda., pa je gospodar uspio uvjeriti robota kako Bigman nije čovjek jer ne sliči Solarijancima.

#### Definicija robota
U knjizi "Peti zakon robotike" Nikole Kesarovskog, uveden je zakon: "Robot mora znati da je robot": pretpostavljeno je da robot ima definiciju izraza robot ili sredstva da definiciju primijeni na svoje radnje. Nikola Kesarovski se poigravao s tom idejom, pišući o robotu koji bi mogao ubiti čovjeka jer robot nije razumio da je robot, pa nije primjenjivao Tri zakona na svoje postupke.

### Rješavanje sukoba među zakonima
Napredni roboti u fikciji su tipično programirani da sofisticirano rukuju Trima zakonima. U mnogim pričama, poput Runaround, robot odvaguje potencijal i ozbiljnost svojih radnji, pa će robot kršiti zakone što je manje moguće, umjesto da ne radi ništa. (npr. Prvi zakon sprječava robota da bude kirurg, jer tijekom operacije ozljeđuje čovjeka, no Asimove priče sadrže robote kirurge (Dvjestogodišnji čovjek)). Ako je robot dovoljno sofisticiran da može odvagivati alternativne slučajeve, robot može biti programiran da prihvati potrebu ozljeđivanja čovjeka tijekom operacije, kako bi se spriječila još veća šteta koja bi se dogodila da operacija nije izvršena, ili da ju je radio nespretniji čovjek.
Asimovljevi roboti koji poštuju Tri Zakona doživjet će nepopravljivi mentalni kolaps ako ne mogu ispoštovati prvi zakon, ili ako otkriju da su ga nesvjesno prekršili. Prvi primjer mentalnog kolapsa događa se u priči Liar!, koja je predstavila Prvi zakon, te se uvodi neuspjeh po dilemi – u ovom slučaju, robot ljudima nanosi psihičku bol (povrijeđuje ih) ako nešto kaže, ali i ako ne kaže ništa. Ovakva dilema, koja često nepopravljivo kvari robotov pozitronski mozak, ima važnu ulogu u Asimovljevom SF-detektivskom romanu The Naked Sun. Ovdje Daneel opisuje aktivnosti u suprotnosti s jednim od zakona, ali unutar opsega dugih zakona, što uzrokuje preopterećenje strujnih krugova u mozgu robota – osjećaj ekvivalentan fizičkoj boli. Kao primjer koristi prisiljavanje robota da izvrši zadatak izvan svojih uobičajenih parametara, dok postoje roboti specijalizirani za taj zadatak.